# Zagoździe
Zagoździe [pronunciación en polaco: /zaˈɡɔʑd͡ʑe/] es un pueblo ubicado en el distrito administrativo de Gmina Stanin, dentro del Condado de Łuków, Voivodato de Lublin, en Polonia oriental. Se encuentra aproximadamente a 8 kilómetros al noroeste de Stanin, a 19 kilómetros al oeste de Łuków, y a 81 kilómetros al noroeste de la capital regional Lublin.
El pueblo tiene una población de 300 habitantes.